# لاهيجان
لاهیجان هي مدينة إيرانية تقع في محافظة غيلان. تقع على بحر قزوين. يبلغ عدد سكانها 71,871 حسب احصاء عام 2006 م.

## أعلام
- قطب الدين الأشكوري: (بحدود 1601 - بحدود 1664) فيلسوف وفقيه.